# Ordine e disordine (fisica)
In fisica, i termini ordine e disordine designano la presenza o l'assenza di simmetria o correlazione in un sistema a molte particelle.
Nella fisica della materia condensata, i sistemi sono tipicamente ordinati a basse temperature; con il riscaldamento, essi subiscono una o più transizioni di fase in stati meno ordinati. Esempi di tale transizione da ordine a disordine includono:
- la fusione del ghiaccio: transizione solido-liquido, perdita dell'ordine cristallino;
- la smagnetizzazione del ferro tramite riscaldamento oltre la temperatura di Curie: transizione ferromagnetica-paramagnetica, perdita dell'ordine magnetico.

L'ordine può consistere o in una simmetria di gruppo spaziale cristallino completo o in una correlazione. A seconda di come la funzione di correlazione decade con la distanza, si parlerà di ordine a lungo raggio o di ordine a corto raggio.
Se uno stato disordinato non è in equilibrio termodinamico, si parlerà di "disordine quenched". In alcuni contesti invece si potrà definire l'opposto del disordine quenched: il "disordine annealed"

## Disordine quenched
Nella fisica statistica, si dice che un sistema presenta un disordine quenched quando alcuni parametri che ne definiscono il comportamento sono variabili aleatorie che non evolvono nel tempo, cioè sono "quenched", ossia congelati. I vetri di spin ne sono un esempio tipico. Questo concetto è opposto al disordine annealed, in cui le variabili casuali possono evolvere autonomamente.
Dal punto di vista matematico, il disordine quenched è più difficile da analizzare rispetto al suo controparte annealed, poiché la media termica e la media del rumore svolgono ruoli molto diversi. Infatti, il problema è così complesso che sono conosciute solo alcune tecniche per affrontare ciascuno dei casi, molte delle quali si basano su approssimazioni. Le più utilizzate sono:
1. il replica trick;
2. il metodo delle cavità.

Sebbene queste tecniche producano risultati in accordo con gli esperimenti in un'ampia gamma di problemi, in generale non sono dimostrate come procedure matematiche rigorose.
Più recentemente, è stato dimostrato tramite metodi rigorosi che, almeno nel modello archetipico degli spin glass (il cosiddetto modello di Sherrington-Kirkpatrick), la soluzione basata sulle repliche è effettivamente esatta.

## Disordine annealed
Si dice che un sistema presenti un disordine annealed quando alcuni parametri che entrano nella sua definizione sono variabili aleatorie, ma la loro evoluzione è correlata a quella dei gradi di libertà che definiscono il sistema. Questo concetto è definito in contrasto al disordine quenched, dove le variabili aleatorie potrebbero non cambiare i loro valori.
I sistemi con disordine annealed sono di solito considerati più semplici da trattare matematicamente, poiché la media sul disordine e la media termica possono essere affrontate allo stesso modo.
Consideriamo ad esempio un vetro di spin con Hamiltoniana {\displaystyle H(\sigma ,J)}, dove {\displaystyle \sigma } sono gli spin e {\displaystyle J} è una variabile aleatoria con distribuzione {\displaystyle p(J)}, rappresentante gli accoppiamenti. 
Un esempio potrebbe essere il vetro di spin di Edwards-Anderson:
{\displaystyle H=-\sum _{\langle i,j\rangle }J_{ij}\sigma _{i}\sigma _{j}}
dove le {\displaystyle J_{ij}} sono variabili aleatorie gaussiane.
L'energia libera annealed sarà
{\displaystyle F_{a}=-{\frac {1}{\beta }}\ \log \int dJ\ p(J)\int d\sigma \ e^{-\beta H(\sigma ,J)}=-{\frac {1}{\beta }}\log[{\overline {Z(\beta ,J)}}]}
mentre l'energia libera quenched sarà
{\displaystyle F_{q}=-{\frac {1}{\beta }}\int dJ\ p(J)\ \log \int d\sigma \ e^{-\beta H(\sigma ,J)}=-{\frac {1}{\beta }}{\overline {\log[Z(\beta ,J)]}}}
Nella prima energia libera, si stanno trattando sullo stesso piano sia le {\displaystyle J} che le {\displaystyle \sigma }, e {\displaystyle J} diventerà semplicemente un altro grado di libertà. Nel caso dell'annealed infatti, le variabili {\displaystyle J_{ij}} possono essere interpretate come gradi di libertà dell'Hamiltoniana che risiedono negli accoppiamenti del reticolo e percepiscono un potenziale esterno {\displaystyle V(J)=-T\ln p(J)}.
Nel secondo caso la situazione è diversa perché si sta inizialmente creando una realizzazione del sistema con un certo (fisso) disordine {\displaystyle J} calcolando poi l'energia libera corrispondente. Successivamente si sta effettuando la media di tutte le energie libere ottenute in questo modo rispetto al disordine {\displaystyle J}.
Le variabili {\displaystyle J} e σ non sono più allo stesso livello: {\displaystyle J} è fissato quando si effettua la media su {\displaystyle \sigma }.